# 山交バス (山形県)
山交バス株式会社（やまこうバス）は、山形県山形市に本社を置くバス会社。山形県内陸地方と宮城県内で一般路線バス・高速バス及び貸切バス事業などを運営する。略称は山交。また、地元では持株会社化した旧事業者（現在のヤマコー）の社名である山形交通と呼ばれることも多い。

## 概要
山交バスの営業エリアは山形県内のうち、村山地方（山形市、上山市、寒河江市など）、置賜地方（米沢市など）、最上地方（新庄市など）を含む内陸部である。残りの庄内地方（酒田市・鶴岡市など）は庄内交通がエリアとしている。山交バスと庄内交通の間に資本関係などはない。宮城県内エリアでは山形県各地からの高速バスの運行や貸切バスを運営している。仙台市青葉区内ではこの他、一般の路線バスとして作並温泉と仙台市都心部・山形県内陸部の各都市を結ぶ「特急48ライナー」を運行している。

## 沿革
- 1997年（平成9年）10月1日 - 山形交通株式会社がユトリアグループへの組織改編に伴い、バス事業・自動車整備事業を分社し設立された[2][3]。なお、同時期に山形交通は株式会社ヤマコーと社名を変更している。
- 2005年（平成17年）12月16日 - 原油価格高騰などの為、都市間バスの一部路線を対象に運賃を値上げ。
- 2006年（平成18年）9月1日 - 原油価格高騰により都市間バスおよび一般路線の一部路線を対象に運賃を値上げ。
- 2007年（平成19年）1月30日 - 原油価格高騰などの為、都市間バスの一部路線を対象に運賃を値上げ[4]。
- 2021年（令和3年）
  - 3月9日 - 山交バス・庄内交通・JR東日本の3者は、山交バスおよび庄内交通の両社が運行する乗合バス全路線、山形市コミュニティバス、高瀬線(紅花バス)、「べにちゃんバス」（高瀬線、べにちゃんバスどちらも、山交バスに運行委託）に「地域連携ICカード」を導入し、2022年春頃を目途にサービスを開始する事を発表した[5]。
  - 11月4日 - 地域連携ICカードの名称が「cherica」（山交バス発行のカードは「yamako cherica」）に決まったと発表[6]。
  - 12月下旬よりICカード対応化の為、対応する機器の更新の準備が行われた[要出典]。
- 2022年（令和4年）5月14日 - 「cherica」導入[7]。またこれに合わせて一般路線バスの回数券の販売が終了となる。ただし、既に購入済みの回数券については引き続き利用可能[8]。
- 2024年（令和6年）4月1日 - 原油価格高騰や運転手不足による人材確保等を理由に、一般路線を対象に運賃を値上げ[9]。

## 営業所・車庫

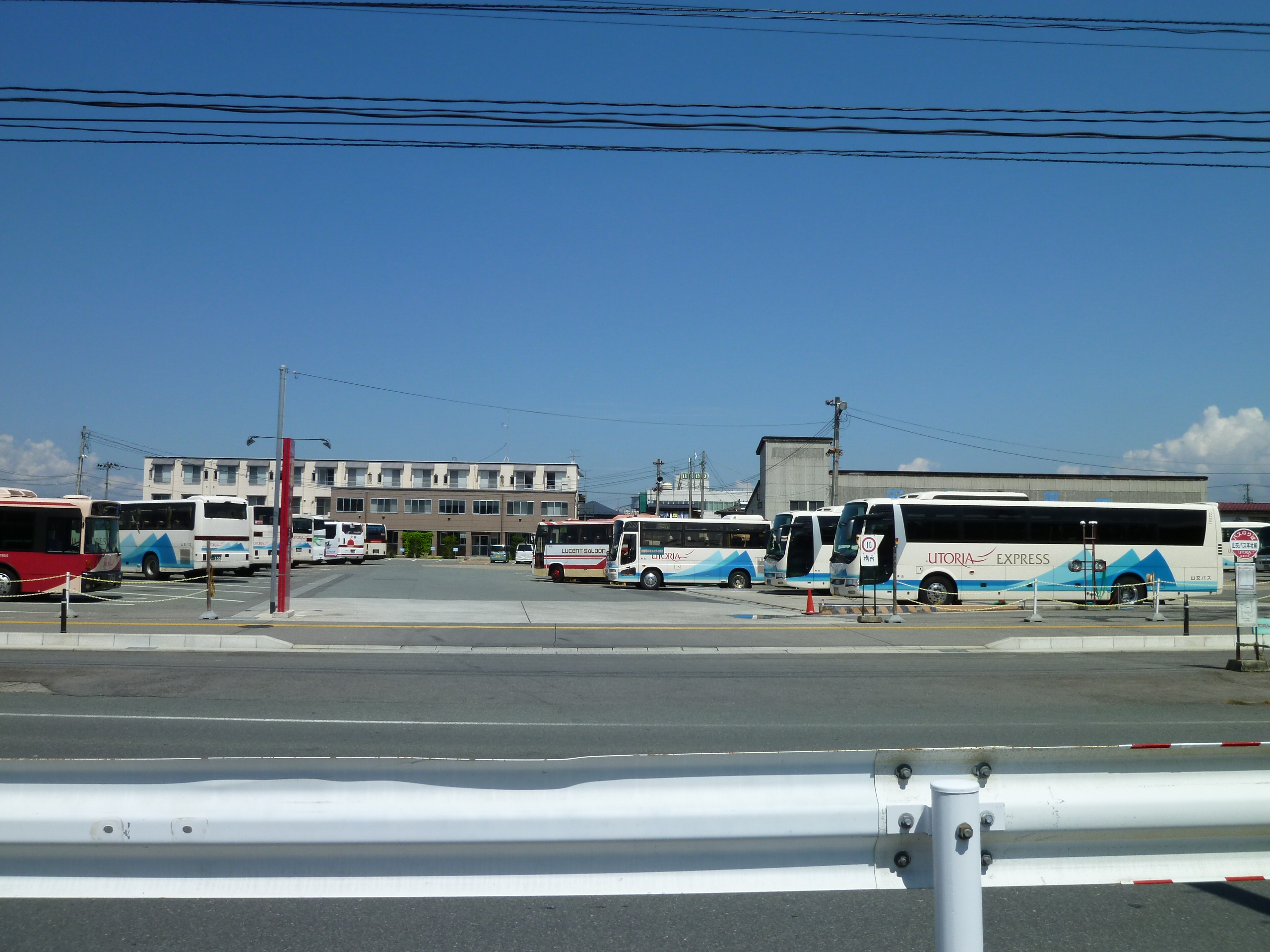
本社・山形営業所

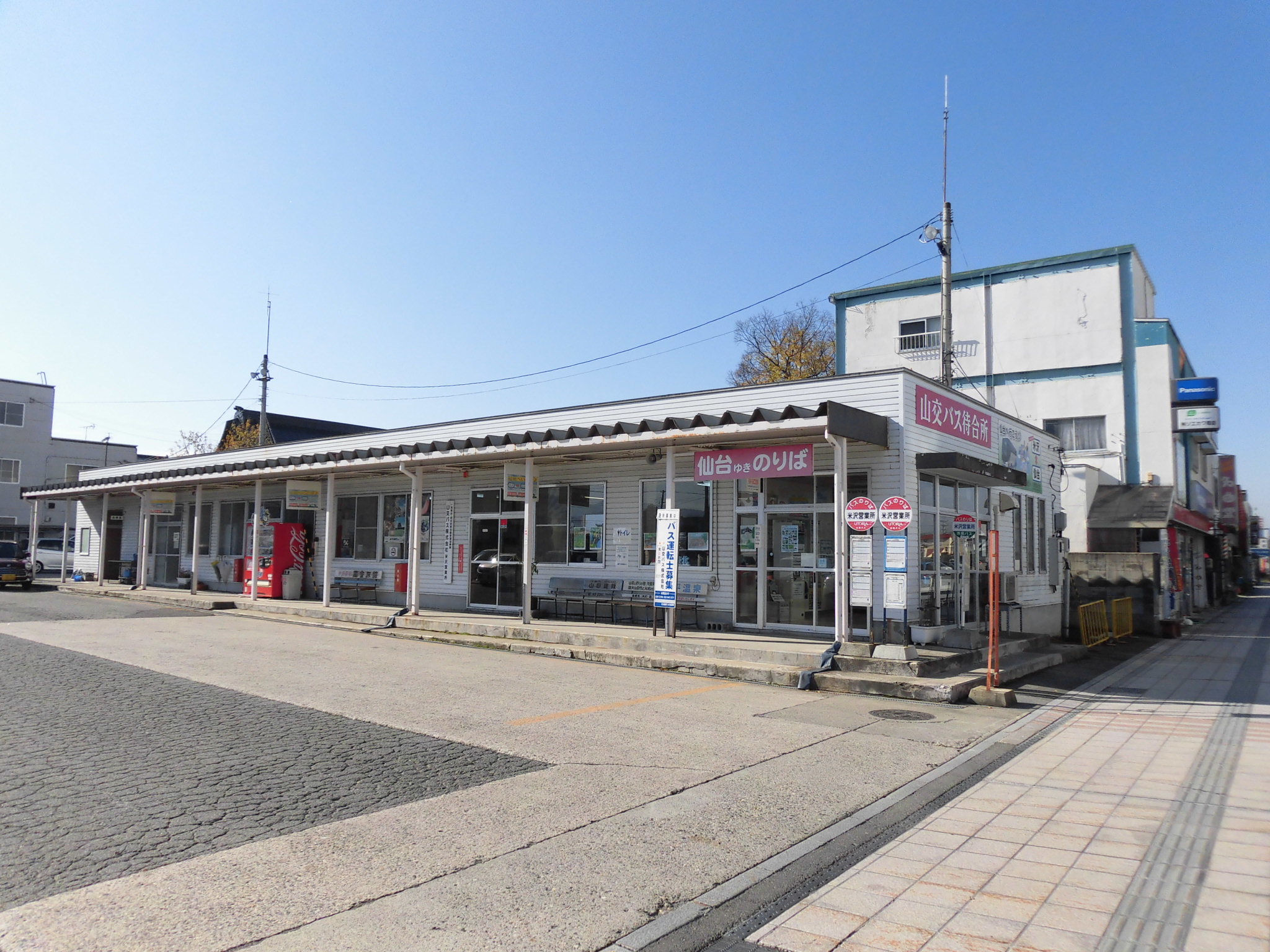
米沢営業所・米沢待合所

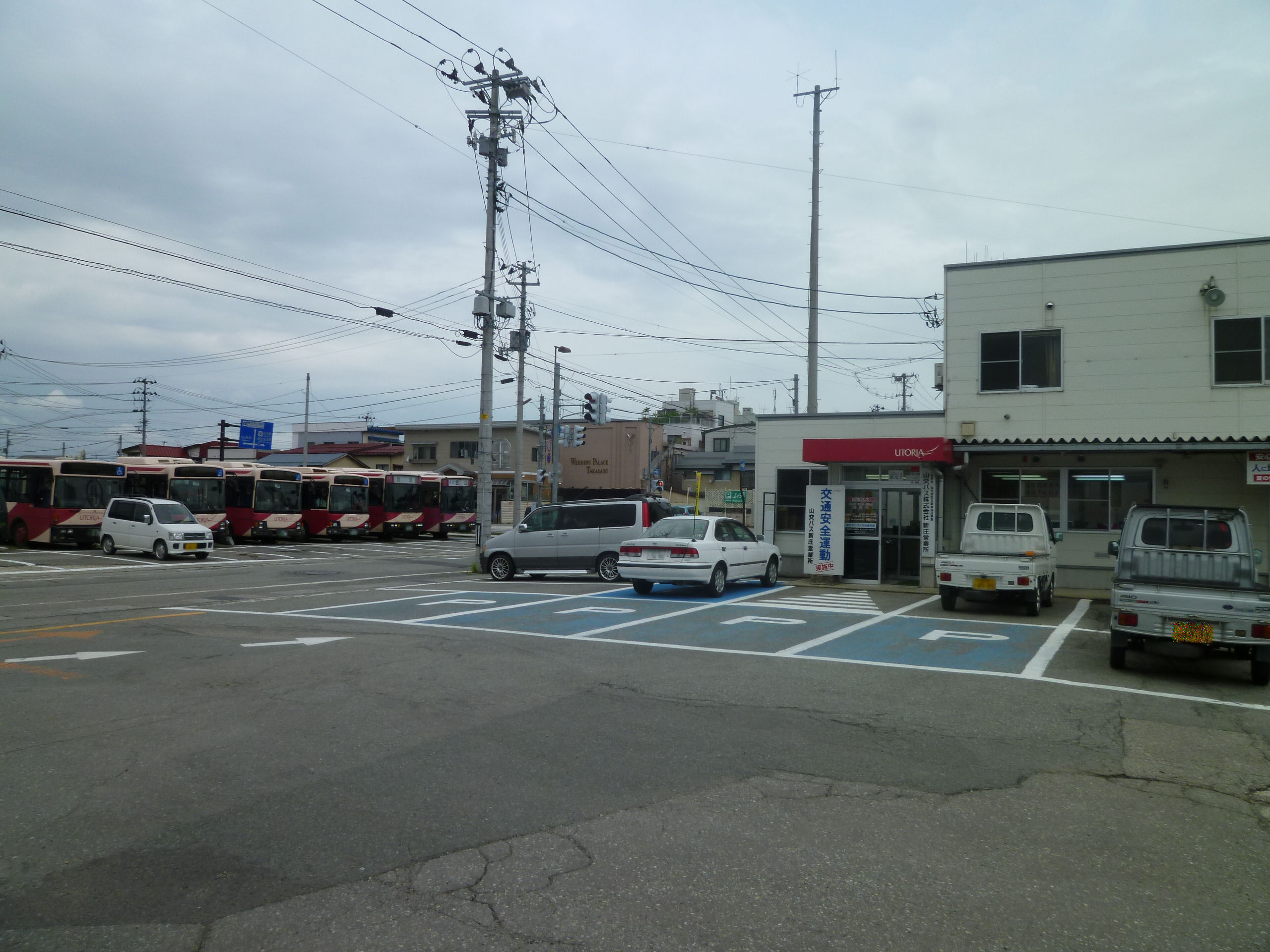
新庄営業所

山形県内の営業所に所属する車輌は山形ナンバーが、仙台営業所所属の車輌は仙台ナンバー（2006年10月9日までに新規登録・変更登録し、仙台営業所に所属し続けている車輌は宮城ナンバー）が付与される。山形県内の営業所と仙台営業所間で転属がある場合は、変更登録と同時にナンバー変更（山形ナンバー⇔仙台ナンバー）が行われる。
- 本社・山形営業所
  - 山形市清住町一丁目1-20
  - 沿革：山形貸切営業所→
- 寒河江営業所
  - 山形県寒河江市新山町2-1
  - 沿革：寒河江営業所→寒河江貸切営業所→（移転）
- 天童車庫（天童運行管理所）
  - 山形県天童市天童中三丁目6-28
  - 沿革：天童営業所→
- 米沢営業所・米沢待合所
  - 山形県米沢市駅前二丁目2-58
  - 沿革：米沢営業所→米沢主管営業所→
- 上山営業所
  - 山形県上山市河崎二丁目4-6
  - 沿革：上山営業所→（移転）上山管理センター→
- 新庄営業所
  - 山形県新庄市若葉町3-31
  - 沿革：新庄営業所→新庄主管営業所→
- 仙台営業所
  - 宮城県仙台市宮城野区日の出町一丁目3-28

### 窓口
- 山交バス案内センター

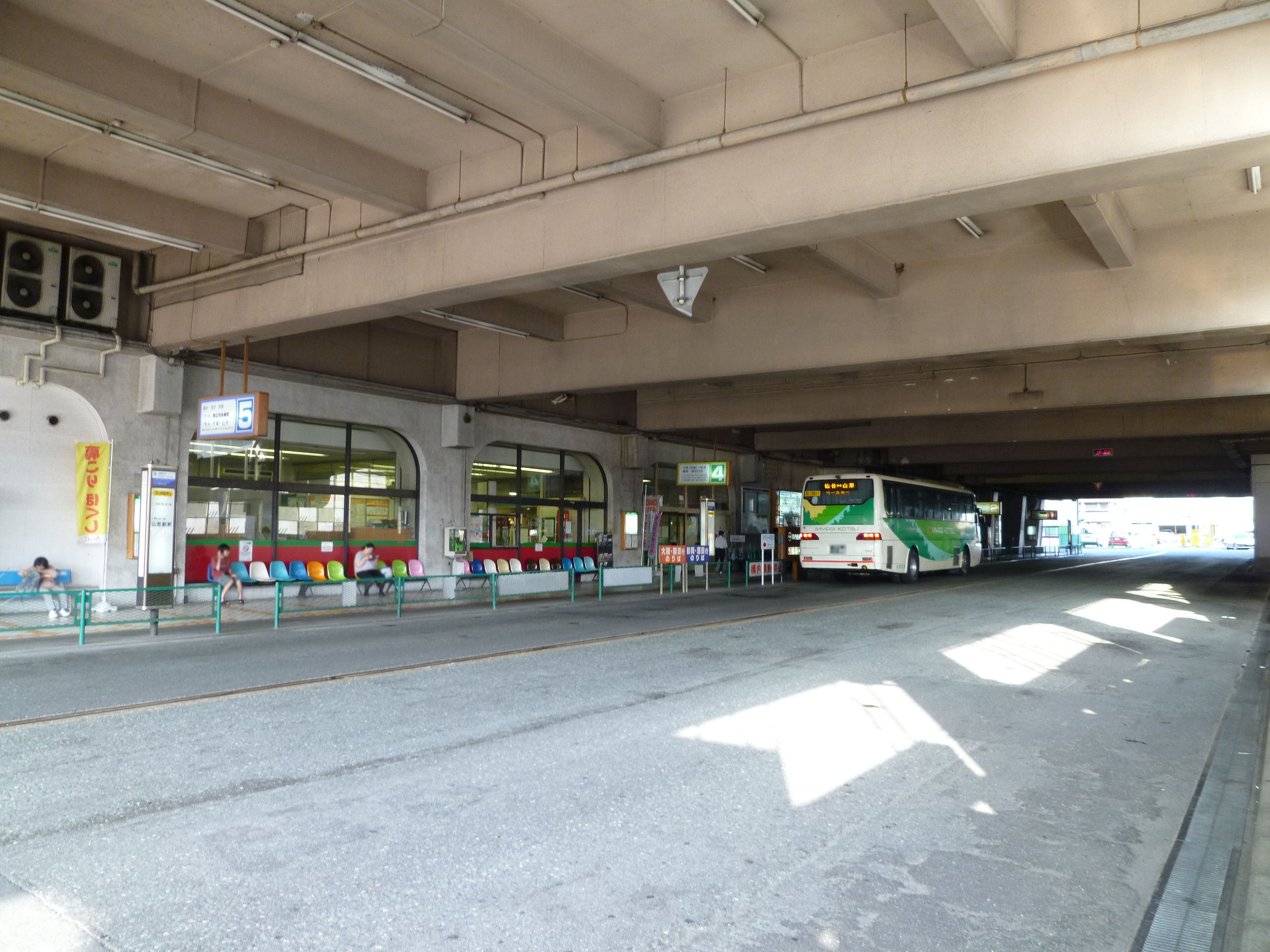
山交ビルバスターミナル南側のりば（山交バス案内センターを設置）

  - 山形県山形市香澄町三丁目2-1（山交ビル）
- 山形駅構内案内所
  - 山形県山形市香澄町一丁目1-1
- 蔵王温泉駅（バスターミナル）
  - 山形県山形市蔵王温泉土合709-1

※ 定期券や高速バス指定乗車券などは、系列の山交観光の各営業所や、地元のタクシー会社（楯岡交通、尾花沢タクシー）でも取り扱っている。

### 廃止営業所・案内所
- 大野目営業所
  - 沿革：大野目営業所→山形主管営業所→（山形貸切営業所に統合・廃止）→跡地にはヤマダ電機テックランド山形本店が立地。
- 河北営業所
  - 沿革：谷地営業所→（移転）河北営業所→（寒河江営業所に統合・廃止）
- 谷地待合所
  - 沿革：谷地営業所廃止に伴い設置→（廃止）
- 宮宿待合所
  - 沿革：宮宿出張所→宮宿運行管理所→（廃止）
- 左沢出張所
  - 沿革：
- 上山待合所
  - 沿革：上山営業所移転に伴い設置→（廃止）
- 赤湯ターミナル（赤湯待合所）
  - 沿革：赤湯出張所→赤湯営業所→赤湯運行管理所→（廃止）
- 高畠営業所
  - 沿革：
- 小松出張所
  - 沿革：（米沢営業所に統合・廃止）
- 長井営業所
  - 沿革：（荒砥車庫に統合・廃止）
- 長井待合所
  - 沿革：長井営業所移転に伴い設置→（廃止）
- 間沢待合所
  - 沿革：三山営業所→（廃止）
- 村山営業所
  - 沿革：楯岡営業所→村山主管営業所→村山貸切営業所→村山営業所→村山管理センター→村山運行管理所→（寒河江営業所に統合・廃止）
- 楯岡駅前待合所
  - 沿革：
- 尾花沢待合所
  - 沿革：尾花沢営業所→尾花沢運行管理所→尾花沢管理センター→（廃止）
- 真室川待合所
  - 沿革：真室川出張所→真室川運行管理所→（廃止）
- 金山待合所
  - 沿革：金山出張所→（廃止）
- 赤倉出張所
  - 沿革：
- 新庄駅前案内所（2006年8月31日をもって廃止され、窓口は新庄営業所内に移転）
  - 山形県新庄市沖の町1-1
- 県庁前待合所（2012年12月廃止）
  - 山形県山形市 山形県庁前
- 山形駅前待機場
  - 山形市幸町7-22 （山形駅南アンダー整備工事に伴い2012年頃廃止）
  - 沿革：2014年（平成26年）10月2日、モンベル山形店が出店[10]。
- 荒砥車庫（2013年（平成25年）3月31日をもって廃止）
  - 山形県西置賜郡白鷹町荒砥甲716-1
  - 沿革：荒砥出張所→（廃止）

## 都市間高速・連絡バス路線

### 高速バス
山形県の高速道路網の整備に伴い、特に仙台 - 山形線は1日に80往復（平日）運行するなど、都市間高速バスに力を入れている。
詳細は各路線の記事を参照のこと、< > 内は共同運行会社。※は座席予約制路線。
- TOKYOサンライズ号（新庄 - 東京）<東北急行バス> ※夜行便
- 仙台 - 鶴岡・酒田線 <庄内交通、宮城交通> ※
- 山形 - 鶴岡線 <庄内交通>
- 仙台 - 山形線 <宮城交通>
  - 5時50分 - 21時50分の間に概ね10分 - 15分毎に山形を出発する。
- 仙台 - 上山線 <宮城交通>

- 仙台 - 山形蔵王線 ※冬期間運行※

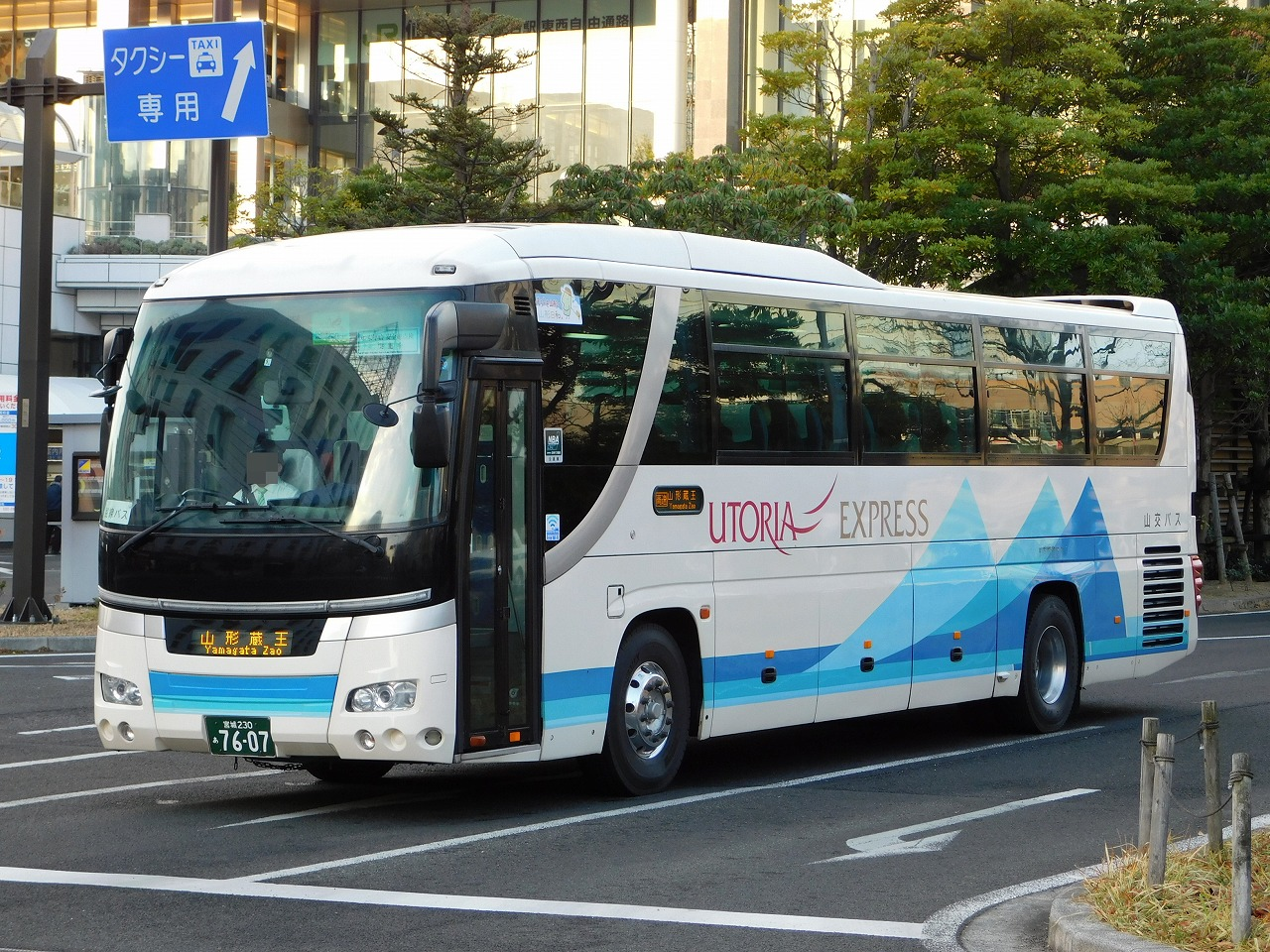
仙台 - 山形蔵王線

  - 宮城県仙台市の仙台駅東口と山形県山形市の蔵王温泉との間を結ぶ。座席定員制。

利用者減少のため、1980年代前半で仙台 - 蔵王温泉への直通バスは廃止となった。その後山交バスが会員制貸切バスの形で運行していたが、2007年（平成19年）12月1日より宮城交通が参入し、毎日運行の定期路線バスとして運行されることとなった。しかし、夏季における利用が伸びなかったため、翌2008年（平成20年）6月末をもって夏季の運行を休止、冬期間のみ（12月中旬から翌年3月下旬まで）の運行に戻っている。2013年（平成25年）冬の運行からは山交バスのみの運行となったが、宮城交通は販売協力として仙台側での予約受付を高速バスセンターで行なっている。運行回数は1日1往復。
路線沿革
- 2007年（平成19年）12月1日 - 運行開始。
- 2008年（平成20年）6月30日 - この日の運行をもって毎日運行を休止、今後は冬期間（12月上旬～翌年3月末）のみの運行となる。
- 2013年（平成25年）12月14日 - 2013年度の運行を開始。山交バス担当の1往復のみとなる。
- 2015年（平成27年）12月19日 - 2015年度の運行を開始。大人運賃を平日1,000円、土休日を1,600円に変更。
- 2016年（平成28年）12月23日 - 2016年度の運行を開始。大人運賃が曜日を問わず1,600円となる。

- 仙台 - 米沢線 <JRバス東北>...一般路線用の普通回数券の使用は自社便でも不可。
- 仙台空港 - 山形線 <宮城交通> ...定期券および回数乗車券の設定はされていない。
- Zao号（山形 - 新潟）<新潟交通> ※

## 一般路線
山形市内の路線バスは仙台方面の高速バスと比較して本数・系統は少なく、元日は全便運休である（蔵王温泉行を除く同社の全路線）。2004年（平成16年）頃までの車輌に設置されている運賃表は「三角運賃表」であった。
旧山形交通時代の1988年4月に山形地区でバスロケーションシステムを導入している。導入エリアは山形から天童バスターミナル、寒河江バスターミナル、高松葉山温泉までの区間であった。ただし設備の老朽化に伴い、新しく携帯電話によるバスロケーションシステムを導入し、2012年10月1日より稼働・対象区間も拡大された（新庄営業所、米沢営業所管内は除く）。系統名称は山交バス時刻表による。

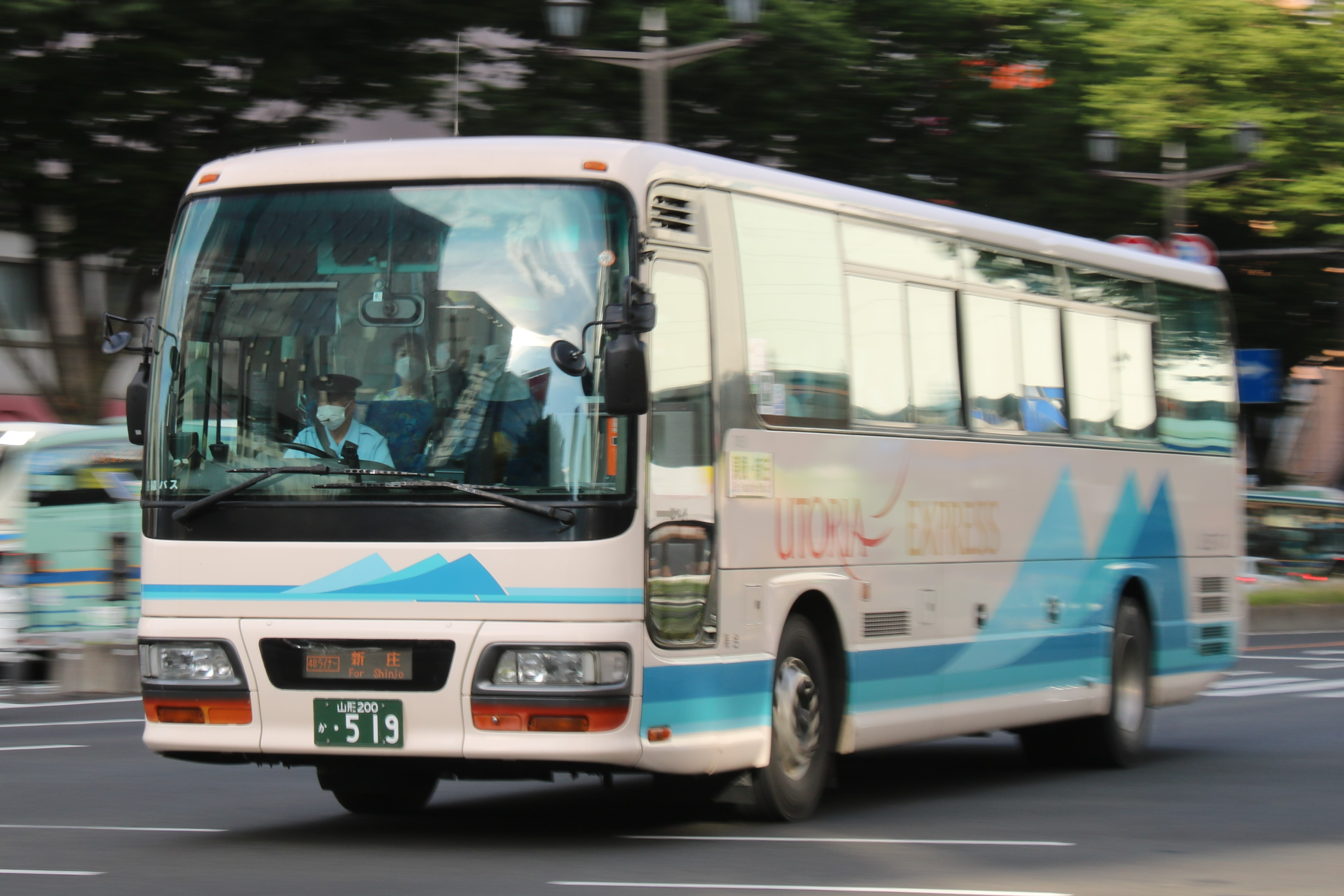
特急48ライナー

### 特急バス
- 特急48ライナー
- 山形駅前⇔（蔵王温泉経由）蔵王刈田山頂（お釜）

- 4月下旬 - 10月下旬（蔵王エコーライン開通時）のみ運行。高速道路は経由しない。
- 令和6年4月1日より「道の駅やまがた蔵王」（新設バス停）を経由

### 山形地区
- 山形 - 表蔵王口 - 上山
  - 県立中央病院 / 千歳公園待合所 - 山形市役所前 - 山交ビル（上山方面からはセンタービル前） - 鉄砲町 - 大学病院口 -  表蔵王口 - 茂吉記念館前 - かみのやま駅前 - 高松葉山温泉
  - 一般路線で最も本数が多い主力路線。日中20分おき、6時 - 22時の運行。
  - 一部は四ッ谷経由の便あり。また春 - 秋にかけてリナワールド前経由便もあり。
  - 平日のみ県庁前までの便あり。
  - 2015年（平成27年）4月1日より上山方面の1本が山形駅前経由となる[12]。
  - 2020年（令和2年）4月1日より金谷経由が旧国道13号からヨークタウン上山や上山明新館高校前を通るルートに変更[13]。
  - 2023年（令和5年）4月1日よりリナワールド経由と金谷経由を一本化[14]。
  - 2024年（令和6年）4月1日より道の駅やまがた蔵王（バス停新設）を経由[15]。
- 山形 - 南山形 - 上山　　
  - 千歳公園待合所 - 山形市役所前 - 山形駅西口  - 南館 - 蔵王駅口 - 茂吉記念館前 - かみのやま駅前 - 高松葉山温泉
  - 上記の経由違いだが、こちらは山形駅西口に乗り入れる。
  - 南山形とは蔵王駅周辺の地区名で南山形小学校前バス停がある。
  - 2022年（令和4年）3月19日より山形駅西口経由に変更[16]。
- 山形 - 表蔵王口 - 蔵王温泉
  - 山形駅前 - 鉄砲町 - 大学病院口 - 表蔵王口 - 上野 - 蔵王温泉バスターミナル
  - かつては「急行」であったが、現在は一般路線と同格の扱い（但し、車輌は元貸切車または仙台 - 山形線と共通運用）。
  - 一般路線では唯一、元日も運行する。[15]
- 県立病院 - ヒルズサンピア
  - 県立中央病院 - ビッグウイング前 - 花楯町 - 北駅角 - 山形市役所前 - 山交ビル - 山形駅前 - 鉄砲町 - 松見町 - ヒルズサンピア[注釈 1]
- 山交ビル - 山形病院
  - 山交ビル / 山形駅前 - 山形市役所前 - 北駅西 - 嶋北 - 山形病院
- 山形市役所 - 山交ビル - 芸工大（‐西蔵王/野草園）
  - 山形市役所前 - 山交ビル / センタービル前 - 山形駅前 - 山形警察署前 - 平清水（ - 岩波 ‐ 神尾 - 野草園）- 芸術工科大学前
  - 西蔵王行きは野草園休園日は神尾折り返しとなる。
- 沼の辺 - 大学病院 - 東海大山形高
  - 沼の辺 - 千歳公園待合所 - 山形市役所前 - 山形駅前 - 大学病院前 - 東海大山形高
  - 市内系統、7時 - 19時の運行。
- 山交バス本社前（清住町） - 県庁
  - 山交バス本社前 - 山形市役所前 - 山形城三ノ丸跡 / 十日町紅の蔵前 - 南高前（山大入口） - 県庁前
  - 山形県庁への通勤および来訪者、山形大学附属学校通学生対策路線、7時 - 18時運行、土曜・日曜祝日全便運休。
- 山形駅 - 県庁
  - 山形駅前 - 南高前（山大入口） - 県庁前 - 県庁北口
  - 2012年（平成24年）12月17日に県庁前待合所の廃止に伴い、一部便が県庁北口まで延長。
- 大の目 - 東原 - 県庁
  - 青野→大の目三丁目→千歳公園待合所→山大前→南高前（山大入口）→県庁前
  - 1日１回片道運行（朝のみ）、土曜・日曜祝日運休
- 山形 - 水源池 - 県庁北口 / 山形 - 防原 - 唐松観音・宝沢・関沢
  - 山交ビル - NHK前 - 旭銀座 - 小白川一丁目 - 水源池（県庁北口）- 防原 - 唐松観音 / 宝沢 / 関沢
  - 市内系統、7時 - 20時運行、防原 - 宝沢・関沢間は日曜祝日運休。
  - 一部の便が県庁北口止まり、もしくは経由となっている。
  - 2019年（平成31年）4月1日より防原止まりを唐松観音まで延長。
- 山形 - 長谷堂 - 荒砥 - 長井　
  - 山形市役所前 - 山交ビル - 山形駅前 - 長谷堂 （ - 長谷堂南）- 小滝 - 東横町 - 荒砥駅 - 長井市役所・長井駅前 - 道の駅川のみなと長井
  - 一部は長谷堂南折り返し。
  - 荒砥 - 長井の区間便あり。2013年4月より荒砥駅に乗り入れ。
  - 2018年（平成30年）4月1日より道の駅川のみなと長井まで延伸。
  - 2021年（令和3年）10月1日より長井市役所・長井駅前経由（長井市役所が長井駅に移転）[17]。
  - かつては、「R348」と言う愛称があった。
  - 2021年（令和3年）10月1日より運賃の上限が1000円に値下げ（山形長井間が1480円→1000円、山形荒砥間が1320円→1000円に変更）。それに伴い、2回券が2021年9月30日で発売終了となった[18]。
- 山形 - 門伝 - 柏倉 -すげさわの丘
  - 千歳公園待合所 - 山形市役所前 - 山形駅西口 - 城南 - 沼木 - 門伝四辻 - 柏倉 - すげさわの丘
  - 2016年（平成28年）4月1日より柏倉 - すげさわの丘間を延伸[19]。
  - 2024年（令和6年）4月1日より土曜・日曜祝日便を運休[15]。
  - 2025年（令和7年）3月31日、山形 - 荻の窪便廃止[20]
- 山形 - 下原 
  - 千歳公園待合所 - 山形市役所前 - 山形駅西口 - 山交バス本社前 - 飯塚住宅前 - さわやか荘前- 下原
  - 土日はさわやか荘前で折り返し。
  - 2025年3月31日、山形 - 西滝の平便廃止[20]
- 山形 - 西原 - 山辺
  - 山形市役所前 - 山形駅西口 - 山形テレビ前 - 西原団地 - 山辺駅前
  - 一部は西原団地で折り返し。
  - 日曜・祝日運休
- 山交ビル - 西田 - 山形病院
  - 山交ビル・山形駅前 - 山形市役所前 - 城北 - 江南入口 - 江俣五丁目 - 瀬波一丁目 - 山形病院
  - 日曜・祝日運休
  - 2013年（平成25年）4月より江南入口 - 山形病院まで延長。
- 山形駅西口 - みはらしの丘
  - 山形駅西口 - 南館 - イオン山形南店 - みはらしの丘小学校
  - 山形ニュータウン「蔵王みはらしの丘」オープンに伴う新路線
  - 2015年（平成27年）4月1日よりみはらしの丘2丁目、はらっぱ館を通る路線に変更[12]。
- 山形 - 寒河江
  - 山交ビル・山形駅前 - 山形市役所前 - 下条五叉路 - 中野 - 長崎元町 - 寒河江駅前
  - 2019年（令和元年）10月より山形 - 谷地は山形 - 寒河江と寒河江 - 谷地の2系統に分割。
- 山形 - 寒河江 - 谷地
  - ひなの湯・産直センター前 → 谷地→寒河江駅前→（山形自動車道経由）→山形市役所前→山交ビル→山形駅前（朝1便のみ・土曜・日曜・祝日運休）
- 山形 - 漆山 - 天童
  - 山交ビル・山形駅前 - 山形市役所前（山形行：旅篭町） - 銅町二丁目 - 千歳 - （県立中央病院） - 千手堂 - 漆山 - 長岡団地 - イオンモール天童 - 天童駅前 - わくわくランド前
  - 日中30分おき、7時 - 21時運行（上り線は19時30分が終発。）
  - 一部は県立中央病院・高擶・交通安全センター経由。
  - 以前は山形側の終着点は「山交ビル」であったが、現在は「山形駅前」となっている。
  - 2014年（平成26年）4月より長岡団地経由と高擶経由を除いてイオンモール天童経由に変更となった。
  - 2018年（平成30年）10月より山形 - 楯岡は山形 - 天童と天童 - 楯岡の2系統に分割された。
  - 2023年（令和5年）4月より長岡団地経由とイオンモール天童経由を一本化された[21]。
- 山交ビル - （大の目・荒谷・石倉） - 天童
  - 山交ビル - 山形市役所前 - 薬師堂 - 大の目 - 風間ガード下 - 荒谷四辻 - わくわくランド前 - 天童駅前
  - 上記の経由違い、日中1時間おき、7時 - 20時運行。
  - 2017年（平成29年）3月31日までは、平日1往復のみ原町経由の便が存在した。
- 山交ビル - （高原・荒谷） - 山寺　
  - 山交ビル - 山形市役所前 - 薬師堂 - 高原公民館前 - 風間ガード下 - 荒谷橋 - 山寺駅前 - 芭蕉記念館前
  - 平日1日5往復。
  - 2020年（令和2年）4月1日より大の目経由から高原経由に変更[22]。
  - 2023年（令和5年）4月1日より土・日・祝日便を運休。
- 山交ビル - （志村） - あけぼの
  - 山交ビル・山形駅前 - 山形市役所前（山形行：旅篭町） - 銅町二丁目 - 千歳 - 千手堂 - 志村 - あけぼの
  - 土曜・日曜・祝日運休

### 上山地区
※いずれも土曜・日曜・祝日運休。
- 上山 - 久保手
  - 高松葉山温泉 - かみのやま駅前 - めんごりあ前 - 新丁坂下 - 久保手
- 上山 - 小倉 - 棚木
  - 高松葉山温泉 - かみのやま駅前 - みゆき会病院 - 小倉 - 棚木
  - 2017年（平成29年）4月1日より全て高松葉山温泉発着に変更[23]。

### 寒河江地区
- 寒河江 - 谷地
  - 寒河江駅前 - 三泉 - 畑中 - 谷地 - ひなの湯・産直センター前 - 河北病院　
  - 2019年（令和元年）10月より山形 - 谷地が山形 - 寒河江と寒河江 - 谷地の2系統に分割。
  - 2022年（令和4年）1月4日より河北病院まで延長[24]。
  - 2023年（令和5年）4月1日より日曜・祝日便を運休。
  - 2024年（令和6年）4月1日より土曜便も運休[15]。
- 寒河江 - 左沢 - 宮宿　
  - 寒河江駅前 - 寒河江市立病院 - 柴橋 - 松川 - 左沢駅前 - 大谷 - 朝日町役場前
  - 朝1便が寒河江駅前 → 谷地まで延長運行（宮宿、左沢方面から谷地高校への通学者用）
  - かつては山形 - 寒河江 - 宮宿のバスが設定されていたが、現在は寒河江止まり。また中郷経由（寒河江市）や用橋経由（朝日町）のバスも設定されていた。
  - 2023年（令和5年）4月1日より日曜・祝日便を運休。
  - 2024年（令和6年）4月1日より土曜便も運休[15]。

### 米沢地区
- 米沢 - 小野川温泉 - 白布温泉
  - 市立病院・三友堂病院前 - 米沢駅前 - 米沢待合所 - 上杉神社前 - 小野川温泉 -  白布温泉待合所 - 湯元駅前
    - 1日8往復

  - 市立病院・三友堂病院前 - 米沢駅前 - 米沢市役所前 - イオン米沢前 - 小野川温泉 -  白布温泉待合所 - 湯元駅前
    - 1日下り4本上り5本
      - 2024年4月1日より運行開始[15]。
      - 2025年4月1日、平和通り商店街の一方通行解除に伴い経路変更[20][25]。

- 米沢 - 窪田 - 糠野目
  - 市立病院・三友堂病院前 - 米沢駅前 - 中央待合所 - 窪田 - 外の内 - 糠野目学校前
  - 1日6往復、土曜・日曜祝日全便運休
  - 外の内 - 糠野目は冬季限定
  - 2025年4月1日より便数減少・平和通り商店街の一方通行解除に伴い経路変更・始発終着が市立病院・三友堂病院前に変更[20][26]。

### 新庄地区
- 新庄 - 金山　
  - 県立病院前 - 新庄駅前 - 泉田十字路 - 金山待合所
- 新庄 - 鳥越
  - 県立病院前 - 新庄駅前 - 鳥越 - 農大入口
  - 土曜・日曜祝日・日新小学校休校日全便運休
  - 2024年（令和6年）4月1日より東北農林専門職大学まで路線を延伸[15]。

### 北村山地区
- 天童 - 村山
  - 天童駅前 - 神町駅角 - さくらんぼ東根駅前 - 東根市役所前 - 村山駅前 - 北町
  - 2018年（平成30年）10月より山形 - 楯岡は山形 - 天童と天童 - 楯岡の2系統に分割された。
  - 2023年（令和5年）4月1日より日曜・祝日便を運休。
  - 2024年（令和6年）4月1日より土曜便も運休[15]。
- 村山 - 尾花沢　
  - 公立病院 - 村山駅前 - 北町 - 今宿 - 大石田駅前 -尾花沢市役所 - 尾花沢待合所
  - 土曜・日曜・祝日は全便運休
  - 2021年（令和3年）4月より尾花沢市役所経由に経路変更[27]

## 廃止路線
- 左沢待合所 - 柳川線
  - 旧山形交通時代に廃止。これを引き継いだ廃止代替バスとして、1996年（平成8年）より大江町営バスが運行開始された。
- 山形 - 山辺 - 大蕨 - 宮宿
  - 山交ビル - （下り：山形市役所前・上り：旅籠町） - 陣場口 - 鮨洗 - 田小路 - 相ノ沢 - 中警備所前 - 宮宿待合所
  - 廃止後は朝日町が運行する朝日町・山形市間直行バスが運行している[28]。
- 山形 - 下原 - 西滝の平 - 畑谷
  - 千歳公園待合所 - 山形市役所前 - 山形駅西口 - 山交バス本社前 - 飯塚住宅前 - さわやか荘前- 下原 - 西滝の平 - 畑谷
  - 2013年（平成25年）9月30日をもって西滝の平までに短縮。
- 山交ビル - （大の目・原町） - 天童　
  - 山交ビル - 山形市役所前 - 千歳公園待合所 - 大の目 - 荒谷北 - 奈良沢口 - 原町西 - 五日町 - 天童バスターミナル
  - 末期は平日1往復のみの運行だった。2017年（平成29年）3月31日に運行を終了[29]。
- 寒河江 - 間沢
  - 寒河江バスターミナル - 寒河江市立病院 - 高松駅前角 - 慈恩寺口 - 白岩 - 間沢待合所 - 月山銘水館前
  - 三山線廃止代替路線
  - 2012年4月より寒河江市立病院経由となる。
  - 2013年4月より山形 - 寒河江間が廃止。
  - 2017年（平成29年）3月31日をもって運行を終了、翌4月1日から西川町営バスに転換[30]。
- 間沢 - 白岩 - 谷地
  - 月山銘水館 → 間沢待合所 → 白岩 → 高松駅前角 → 白山堂 → 谷地
  - 朝、谷地行の一便運行 土休日、谷地高校休校日運休
  - 2018年（平成30年）3月31日をもって廃止。翌4月1日から西川町営バスに転換。
- 新庄 - 肘折　
  - 県立病院前 - 新庄駅前 - 本合海局前 - 清水 - 肘折待合所
  - 2017年（平成29年）3月31日をもって廃止し、大蔵村営バスへ移管[31][32]。

- 米沢 - 小松

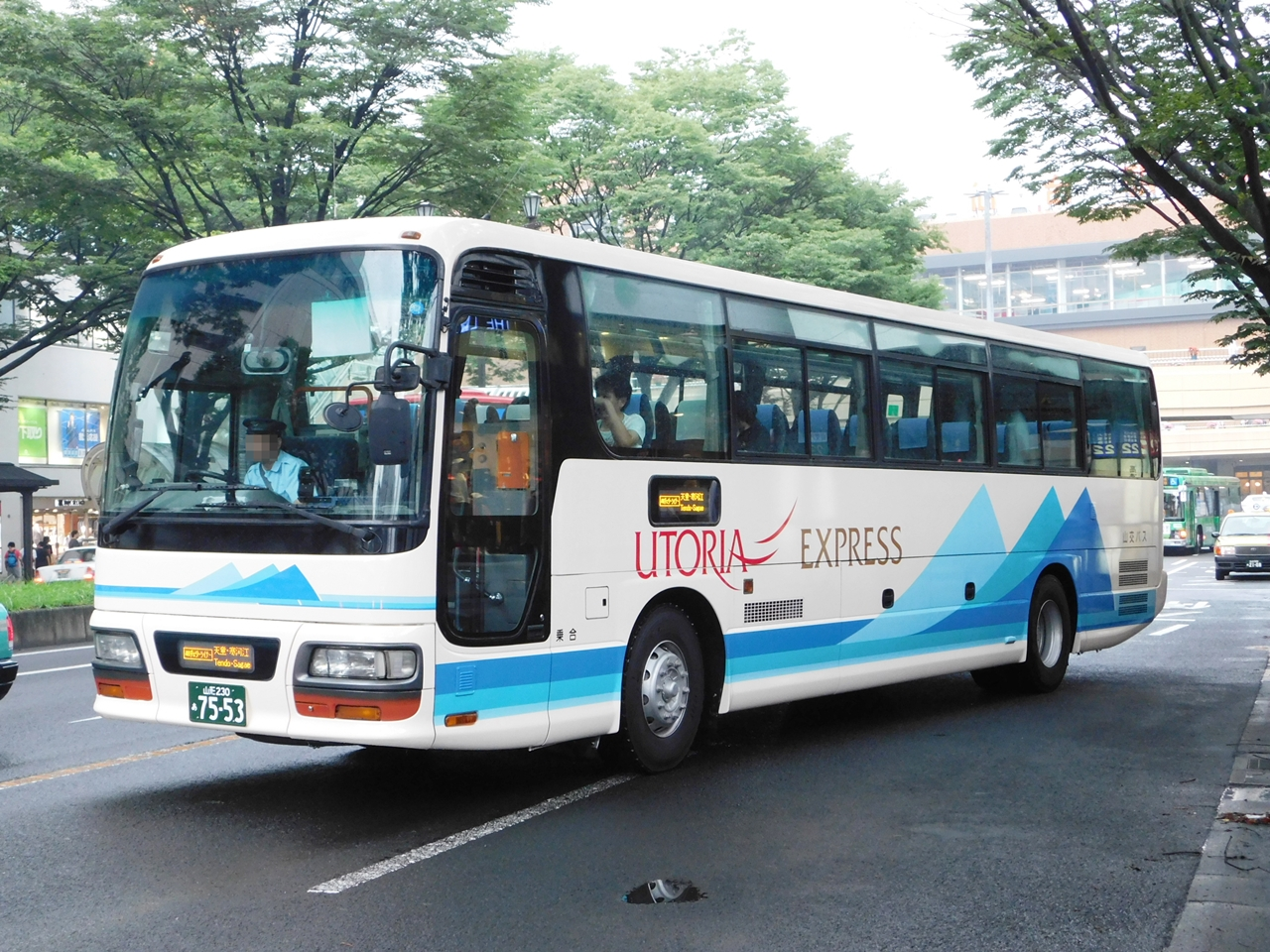
48チェリーライナー

  - 米沢待合所 - 米沢駅前 - 市立病院前 - 中央待合所 - イオン米沢店 - 中郡 - 小松駅前 - 川西診療所前
  - 1日3往復、土曜・日曜祝日全便運休
  - 2020年（令和2年）4月1日よりイオン米沢店経由に路線変更[33]。
  - 2023年3月31日をもって廃止
- 上山 - 生居
  - 高松葉山温泉 - めんごりあ前 - かみのやま駅前 - 上生居
    - 廃止時3往復運行、土曜・休日運休
    - 2023年9月30日 廃止（9月30日は土曜日のため9月29日で運行終了）[34]
- 上山 - 菖蒲
  - 高松葉山温泉 - めんごりあ前 - かみのやま駅前 - 須田坂 - 菖蒲
    - 廃止時7本運行、土曜・休日運休
    - 2023年9月30日 廃止（9月30日は土曜日のため9月29日で運行終了）[34]
- 上山 - 赤山
  - 高松葉山温泉 - めんごりあ前 - かみのやま駅前 - 楢下 - 赤山
    - 廃止時5本運行、土曜・休日運休
    - 2023年9月30日 廃止（9月30日は土曜日のため9月29日で運行終了）[34]
- 河北病院（谷地） - 大久保 - 公立病院
  - 河北病院 - 谷地 - 大久保四辻 - 稲下 -  村山駅前 - 公立病院
  - 2022年（令和4年）1月4日より河北町谷地地内の経路を変更[35]。
  - 土曜・日曜祝日全便運休
  - 2024年（令和6年）3月31日をもって路線の廃止（2024年3月31日は日曜のため3月29日で運行終了）[36]。*
  - 廃止後は村山市で乗合タクシーを運行[37]。
- 米沢駅 - 白布温泉
  - 米沢駅前 - 米沢待合所 - 上杉神社前 - 城南二丁目（山形大学工学部最寄り） - 興譲館高校口 - 南原 - 白布温泉待合所 - 湯元駅前
  - 1日8往復（うち1往復は土曜・日曜祝日運休）
  - 2024年4月1日より米沢 - 小野川温泉 - 白布温泉線に統合
- 米沢駅 - 小野川温泉
  - 米沢駅前 - 米沢待合所 - 舘山局前 - 小野川温泉 - 駐車場前
  - 1日7往復（うち1往復は土曜・日曜祝日運休）
  - 2024年4月1日より米沢 - 小野川温泉 - 白布温泉線に統合
- 米沢 - 上郷
  - 米沢待合所 - 米沢駅前 - 市立病院前 - 中央待合所 - 米沢市役所前 - 上郷 - 天神前
  - 1日3.5往復、土曜・日曜祝日全便運休
  - 2020年（令和2年）4月1日より高畠町内への乗り入れ廃止[38]。
  - 利用者減少やドライバー不足のため早期運行終了を山交バスから米沢市に申し出があり、今後廃止時期について協議。廃止後の代替交通手段として乗合タクシーの運行を検討[39]。
  - 2024年12月27日に廃止された[40]。

- 48チェリーライナー

山形県寒河江市・天童市と宮城県仙台市青葉区を関山峠を経由し結ぶ。愛称の由来は途中経路である国道48号に由来し、新庄と仙台を結ぶ特急48ライナーと区別するために、沿線の特産物であるサクランボの英語名を加え、48チェリーライナーと称する。鉄道では乗り換えが必要な寒河江市・天童市 - 仙台間を乗換なしで結んでいた。寒河江営業所担当。運行回数は1日3往復。
利用者減少と運転手の人手不足を背景に、2020年（令和2年）3月31日をもって運行終了。
- 運行経路

寒河江バスターミナル - 寒河江営業所 - 天童バスターミナル - 天童温泉 - わくわくランド - 大滝 - 作並温泉 - 仙台高専広瀬キャンパス入口 - 広瀬通一番町 - 仙台駅前
- 路線沿革

- 2003年（平成15年）4月1日 - 運行開始。
- 2004年（平成16年）4月1日 - 運行担当が寒河江営業所と仙台営業所から寒河江営業所のみに変更。
- 2006年（平成18年）12月1日 - 作並温泉・作並温泉入口バス停に新規停車。
- 2007年（平成19年）4月1日 - 1日7往復に増便。
- 2009年（平成21年）4月1日 - 仙台電波高専前（現：仙台高専広瀬キャンパス入口）バス停に新規停車。
- 2010年（平成22年）4月1日 - 一部便（朝夕の2往復）を寒河江から谷地に延長。
- 2011年（平成23年）4月1日 - 谷地 - 寒河江間を廃止。1日6往復に減便。東根市の原宿、休石、大滝各バス停に新規停車。
- 2012年（平成24年）4月1日 - 1日5往復に減便。
- 2014年（平成26年）8月23日 - 土日祝日の1往復を三井アウトレットパーク 仙台港まで延長。
- 2017年（平成29年）4月1日 - 1日3往復に減便し、平日・土日祝日とも同一時刻に変更。また、土日祝日1往復の三井アウトレットパーク 仙台港への乗り入れも取りやめ。
- 2018年（平成30年）11月1日 - Wi-Fiサービス開始。
- 2019年（平成31年）4月1日 - 定期券の料金を値下げ。
- 2020年（令和2年）3月31日 - 運行終了。

- ピーチライナー

- 運行経路

山交ビルバスターミナル / 山形駅前 - 山形南高校前 - 山形県庁前 - （山形自動車道） - （東北自動車道） - 原田東 - 福島中央郵便局 - 福島駅東口 - 福島県庁前 　
- 上下便とも山交ビルバスターミナル → 山形駅前 の順に停車。
- 山形市内及び福島市内のみの利用は不可。
- 運賃は大人片道1,200円（こども半額）、専用回数券（1200円×3枚で3000円。こども用・往復割引ほか各種割引制度の該当なし）の設定があった。

- 路線沿革

- 2003年（平成15年）6月12日、山形高速バス（山交バスの子会社）と福島交通との共同運行により運行開始。1日8往復。
- その後、福島側の運行を競馬場前に延長、それに伴い市役所入口と舟場町に停車するようになる。また、ダイヤ改正により平日6往復、休日8往復となる。
- 利用客減少に伴い、2004年（平成16年）10月31日限りで運行休止。

- アルカディア号（山形 - 大阪） <近鉄バス> ※夜行便

2022年11月1日をもって運行休止。

## 車両
4メーカーが揃っているが、いすゞと日野自動車が多く、三菱ふそうは少数のみである。かつては、トヨタ自動車製の大型バスが主力で、熊本県の九州産交バスとともに1974年の生産終了時まで購入した、トヨタ最後の牙城であった。
また、1980年頃までに導入（山形交通）された車両には、メーカー・タイプごとに山形県にちなんだ愛称（ひらがな）が付けられていた。なお、2012年（平成24年）12月25日より、山形交通創立70周年を記念し、車体カラーとデザインを復元した「レトロカラーバス」を製作。2013年（平成25年）3月までに4台が導入され、山形市内を中心に運行されている。
1999年（平成11年）までに導入された車両は大型ショート車が多く導入されており、いすゞキュービックLTや日野RU系、日産ディーゼルRP系などが各営業所に配置されている。2000年代以降になると主に中型車を中心に導入するようになったが、2008年（平成20年）には初となる日野ブルーリボンシティハイブリッドを導入した。
山交バスでは原則として自社発注車のみの導入であったが、2012年（平成24年）以降中古車両の導入も行っている。車両は主に京成バスなどの京成グループ系列や神奈川中央交通・京浜急行バス・東急バスなど、主に首都圏のバス事業者で使用していた車両を中心に導入している。
他にも奈良交通や京急観光バスなど関西地方からも導入している。
三菱ふそうの車両に関しては、2018年以降、新規導入はされていない。

### 車番
山交バスでは、車両ごとに5桁の車番を振っている。
| 78   | 0        | 07       |
| ---- | -------- | -------- |
| 年式 | 車両区分 | 固有番号 |

1･2桁目の年式は自社発注車は導入した年、中古車両は元の事業者で導入された年を表しているが、2000年代の車両は1桁目に7をあてている。
3桁目は自社発注車･中古車両の区分となっている。
- 0…自社発注車
- 5…観光型貸切･路線中古車、2012年に導入した路線型中古車
- 6…2013年（平成25年）以降に導入した路線型中古車

4･5桁目は固有番号となっており、導入した順に1から付けている。ただし、4と9は怨み番として欠番となっており、例として03の次は05、38の次は50となっている。
近年は希望ナンバー制度を利用し、主に観光型路線車や中古車両にはナンバーに車番を付けることもある、この場合自社発注車は車番を車体に表記していない。ナンバーに車番を付ける場合は自社発注車と中古車で下2桁のナンバーの付け方が異なり、自社発注車は固有番号のみ、中古車は車両区分と固有番号をナンバーに付けている。

### 車両画像一覧

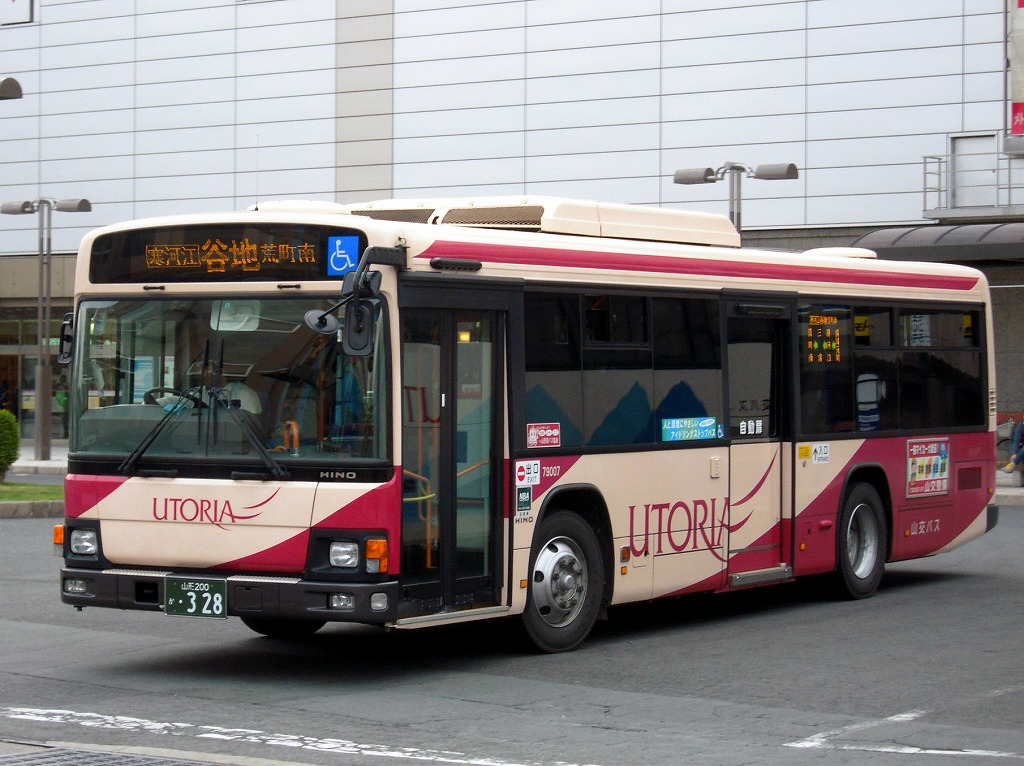
路線現行塗装（山形駅前にて）
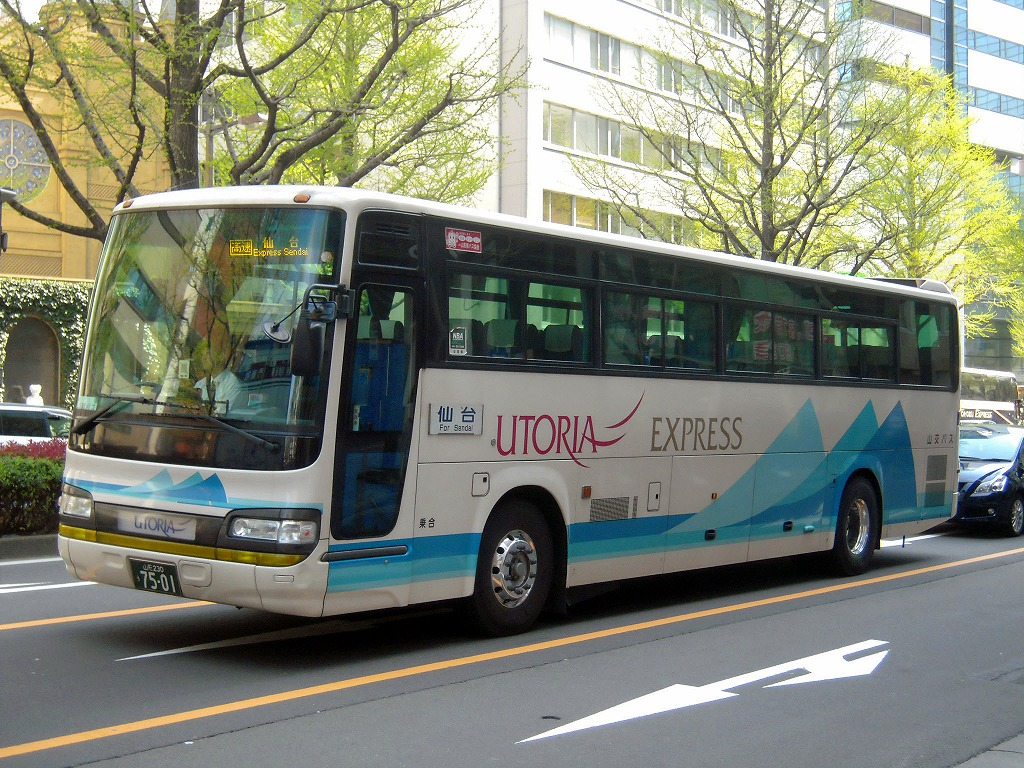
高速・貸切現行塗装（仙台市内にて）
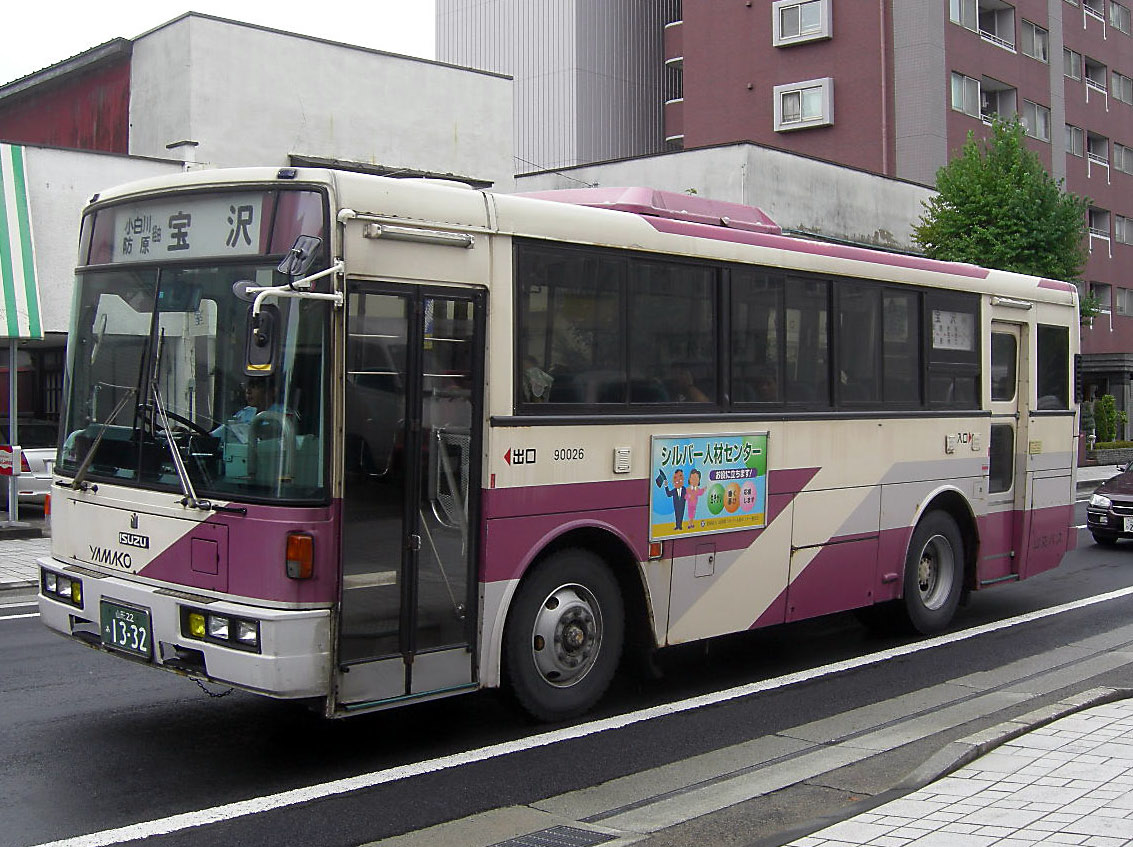
路線の1世代前の塗装（山形市内にて）
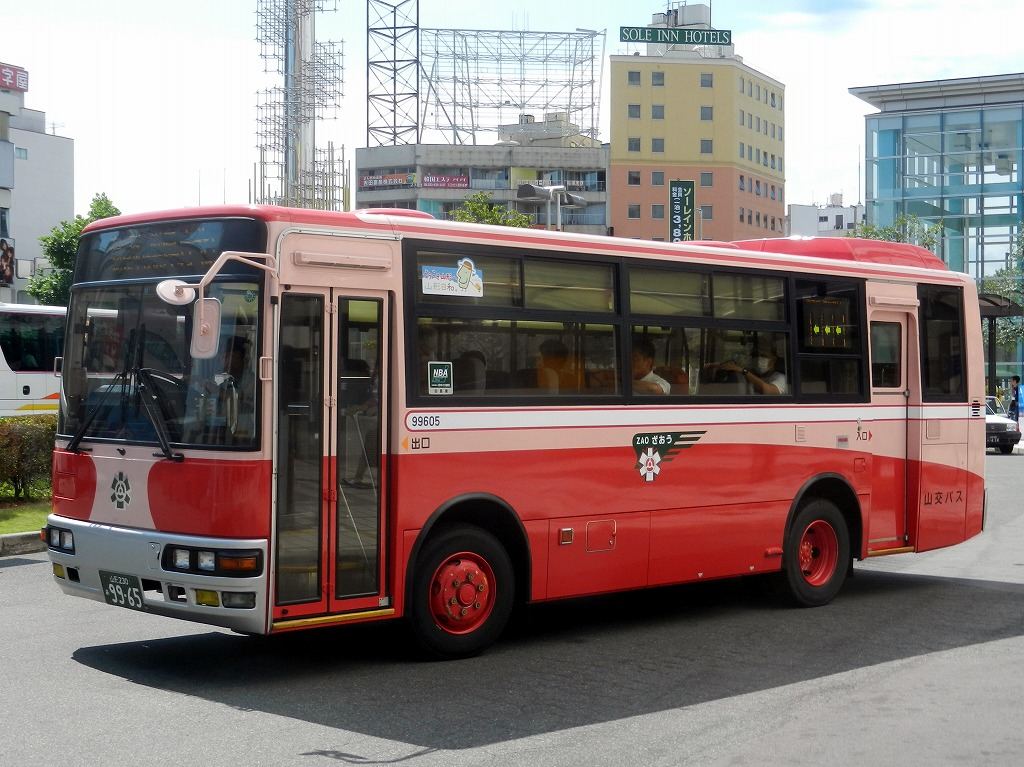
「レトロカラーバス」（山形駅前にて）

## 受託運行路線
- 米沢市市民バス（市街地循環バス南回りのみ。担当は米沢営業所）
- 天童市市営バス（寒河江営業所）
- 東根市市民バス（寒河江営業所）
- 新庄市市営バス（まちなか循環線のみ。担当は新庄営業所）
- 山形市コミュニティバス（ベニちゃんバス（西くるりん・東くるりん）。担当は山形営業所）
  - 2017年（平成29年）7月3日より、前日まで山形商工会議所が運行していた中心街100円循環バスと統合。